# Fan Kuan

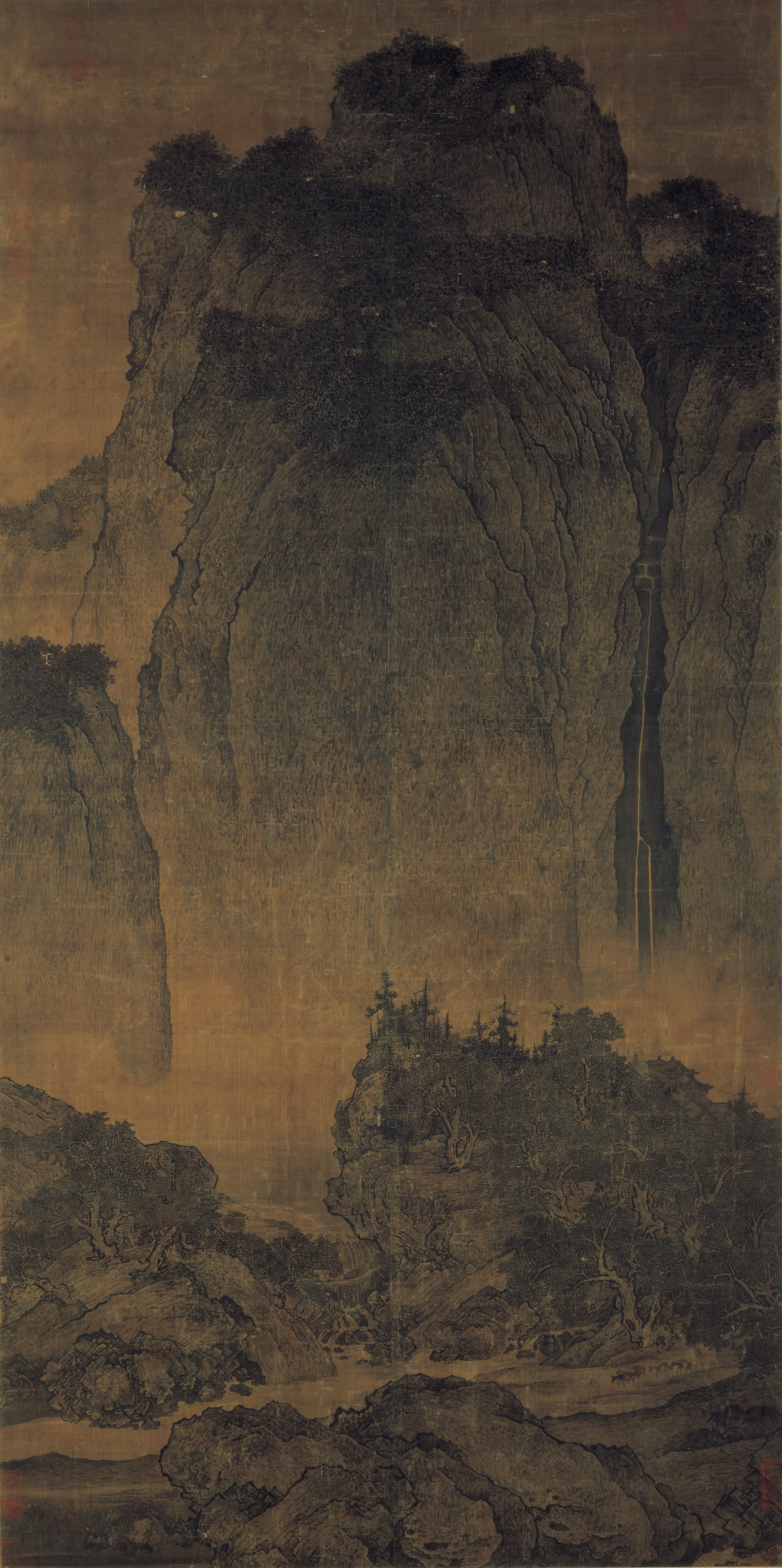
Podróż wśród gór i strumieni (谿山行旅; tusz na jedwabiu; wymiary 206 cm na 76 cm, Narodowe Muzeum Pałacowe w Tajpej

Fan Kuan (chiń. upr. 范寬; chiń. trad. 范寬; pinyin Fàn Kuān; Wade-Giles Fan K’uan; ur. ok. 950 w Huayuan (dzis. Huaxian), prow. Shaanxi – zm. ok. 1030; aktywny 990–1020), imię społeczne Zhongli; chiński malarz z okresu Północnej Dynastii Song. Obok Li Chenga i Guan Tonga jeden z najważniejszych malarzy epoki, należał do twórców, którzy ukształtowali malarstwo pejzażowe okresu Song.
O jego życiu niewiele wiadomo; miał być nieśmiały i odwrócić się od świata, by żyć jako pustelnik w górach Qiantang w Shaanxi. Źródło z 1120 roku mówi o nim, że był "surowy i staromodny, niedbały w swym zachowaniu, lubił wino, a nie zwracał uwagi na sprawy światowe"
Wczesne dzieła wzorował na Li Chengu; później stwierdził, że jedynym prawdziwym nauczycielem jest natura, dlatego poświęcił wiele uwagi uważnemu studiowaniu gór, w których mieszkał. 
Guo Ruoxu, urzędnik ze stolicy północnych Songów, Bianliang (dzisiejszy Kaifeng), napisał ok. 1024 w Tuhua jianwen zhi (Zapis tego, co widziałem i zasłyszałem o malarstwie), że Fan Kuan był równy Li Chengowi i Guan Tongowi, i że ci malarze będą "służyć za wzór setkom pokoleń". Podobnego zdania był Liu Daochun – według niego najwybitniejszymi pejzażystami, którym nie dorównywał żaden współczesny lub wcześniejszy mistrz, byli Fan Kuan i Li Cheng (Shengchao minghua ping – Krytyka mistrzów obecnej dynastii).
Dzieła Fan Kuana charakteryzuje rozmach i odwaga w prezentowaniu potęgi natury. Widać to w jego najsłynniejszym dziele Podróżowanie pośród gór i strumieni (jednym z nielicznych, do dziś zachowanych, autentycznych obrazów mistrzów Północnej dynastii Song), które ucieleśnia ideał malarstwa tej epoki: oddać naturę tak realistycznie, by widzowi zdawało się, że stoi wśród namalowanych gór. Ostre kontrasty świetlne, rozmach kompozycji i energia pędzla ożywiają dzieło.
Profesor Patricia Ebrey tak skomentowała Podróż...:

Pierwszy plan (na wysokości oczu osoby oglądającej) został wykonany mocnymi, zdecydowanymi kreskami. Wyraźnie widać wystające głazy, skarłowaciałe drzewa, sznur mułów na drodze oraz świątynię w lesie na skale. Pomiędzy pierwszym planem a wznoszącym się centralnie szczytem pozostawiono delikatną przerwę, co sprawia wrażenie, jakby był on wiszącą kotarą wpuszczoną do otworu mieszczącego się za pierwszym planem. Na obrazie tym znajdują się także postacie ludzkie, lecz są wyraźnie przytłoczone wspaniałością i tajemniczością otoczenia.

Fan Kuana chwalono za wielkie mistrzostwo osiągnięte w malarstwie prostym, pozbawionym zbędnej wirtuozerii; doskonale zrównoważone i zdradzające dogłębną znajomość przedmiotu, jakim są skalne formacje. zdolność uchwycenia esencji natury, przemian w niej zachodzących, niechęć do zbędnego detalu. Według Guo Ruxi, skały na obrazach Fan Kuana były krystalicznie twarde, drzewa gęste i splątane, pawilony eleganckie, a ludzie - tchnący spokojem.